# Bojska
Bojska (en cyrillique : Бојска) est un village de Bosnie-Herzégovine. Il est situé dans la municipalité de Gornji Vakuf-Uskoplje, dans le canton de Bosnie centrale et dans la fédération de Bosnie-et-Herzégovine. Selon les premiers résultats du recensement bosnien de 2013, il compte 557 habitants.

## Démographie

### Évolution historique de la population
| 1948 | 1953 | 1961 | 1971  | 1981  | 1991 | 2013 |
| ---- | ---- | ---- | ----- | ----- | ---- | ---- |
| -    | -    | 926  | 1 078 | 1 075 | 869  | 557  |

|  |